# Tiple
|  | Per a l'accepció musical genèrica (veu humana i harmonia), vegeu Soprano. |

El  tiple  és un cordòfon petit de la família de la guitarra. Aquesta denominació prové del nom que antigament -i en alguns casos fins més enllà de mitjan segle xx- s'emprava per denominar la veu més aguda de la polifonia i, per extensió, el membre més agut -i per tant també més petit- de qualsevol família d'instruments.

## Tiple menorquí
El Tiple menorquí  té menys cordes que la guitarra, i es toca amb corda polsada. Aquest tiple té quatre (o cinc) cordes i és tipic de l'illa de Menorca.
El tiple està referenciat per Coromines, juntament amb la viola i el salteri, als proverbis de Guillem de Cervera (Cerverí de Girona) segle xiii.
S'assembla a altres tipus de guitarres petites de la península Ibèrica com són el guitarró, requint, Braguinha i raja (el requint és una guitarra de 3/4 de mida molt popular a Amèrica Llatina).

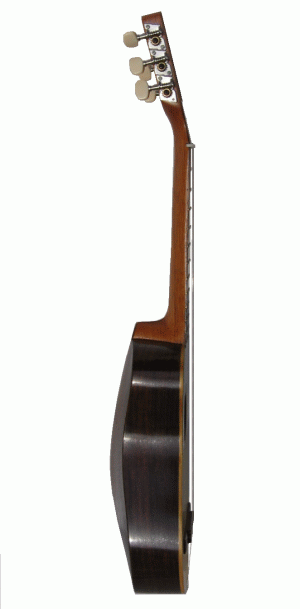
Timple vist de costat

## Timple canari
Va ser introduït a les Canàries després de la conquesta de les Illes per part dels mallorquins el segle xiv (bisbat de Telde). Es pensa que prové de la guitarra barroca. Consolidat amb el nom de tiple a tota Sud-amèrica en els segles posteriors, el timple s'ha convertit en l'instrument tradicional de Canàries.
A Palma i al nord de l'illa de Tenerife alguns músics lleven la cinquena corda, afinant el timple com un violí (que és com s'afina l'ukelele), encara que avui dia això és sovint vist com no habitual pels músics d'altres zones en les que els de cinc cordes són els preferits. L'afinació del timple popular és RE, LA, MI, DO, SOL (DAECG).

## Tiple portuguès
A Portugal relacionats amb el Tiple hi ha el cavaquinho o Braguinha i el rajâo. Segons alguns autors, la Braguinha i el rajâo portats a Hawaii per immigrants portuguesos de Madeira, que van arribar a Hawaii el 1878, serien els precursors de l'ukelele, però els nadius ho neguen dient que ja el tenien feia 100 anys, aporten com a prova una revista "National Geographic" de 1880 amb unes noies tocant un ukulele de cinc cordes on diu que és l'"instrument nacional de Hawaii" i dos anys és molt poc temps per poder ser elevat a aquesta categoria.

## Tiple Cubà
El  Tiple Cubà és el tiple de Cuba. N'hi havia dues versions una amb 5 cordes individuals i una amb cinc cordes dobles de deu cordes en total. El famós escriptor cubà Miguel Teurbe Toulon i de la Guàrdia, va publicar un llibre sobre el tema en els Estats Units titulat  El Tiple Cubà i el Tiple Lliure .

## Tiple Dominicà
El Tiple Dominicà de República Dominicana) té cinc cordes dobles. La caixa de ressonància s'assembla a una bandúrria. De vegades es refereix a ell com El Tiple de Sant Domingo (capital de la República Dominicana).

## Tiple Argentí
El tiple Argentí és un instrument de sis cordes típic de l'Argentina. S'assembla a una guitarra petita.

## Tiple Peruà
El tiple Peruà és un instrument típic del Perú. Hi ha dues versions una amb 4 cordes individuals i una amb quatre cordes dobles.

## Tiple Banjo
Com en el cas del Tiple Peruà, el tiple Banjo és també del Perú. Com el seu nom expressa és un petit Banjo amb 4 parells de cordes dobles.

## Tiple Uruguaià
El Tiple Uruguaià, també conegut com el Requint Guitarra, és de l'Uruguai. Disposa de 6 cordes senzilles i s'assembla a una guitarra petita.

## Tiple Veneçolà
Aquest Tiple de Veneçuela, sembla una versió més petita del Tiple colombià. Té quatre parells de cordes triples i també és conegut com a "guitarrita", o Guitarra Segona.
Hi ha un altre tiple tocat a Veneçuela, però que és un membre de la família veneçolana del cuatro, també anomenat Tiple i conegut com a "Cinco y Medio" or "Cinco". És molt semblant al Cuatro, però té 5 cordes en lloc de quatre.

## Tiple colombià

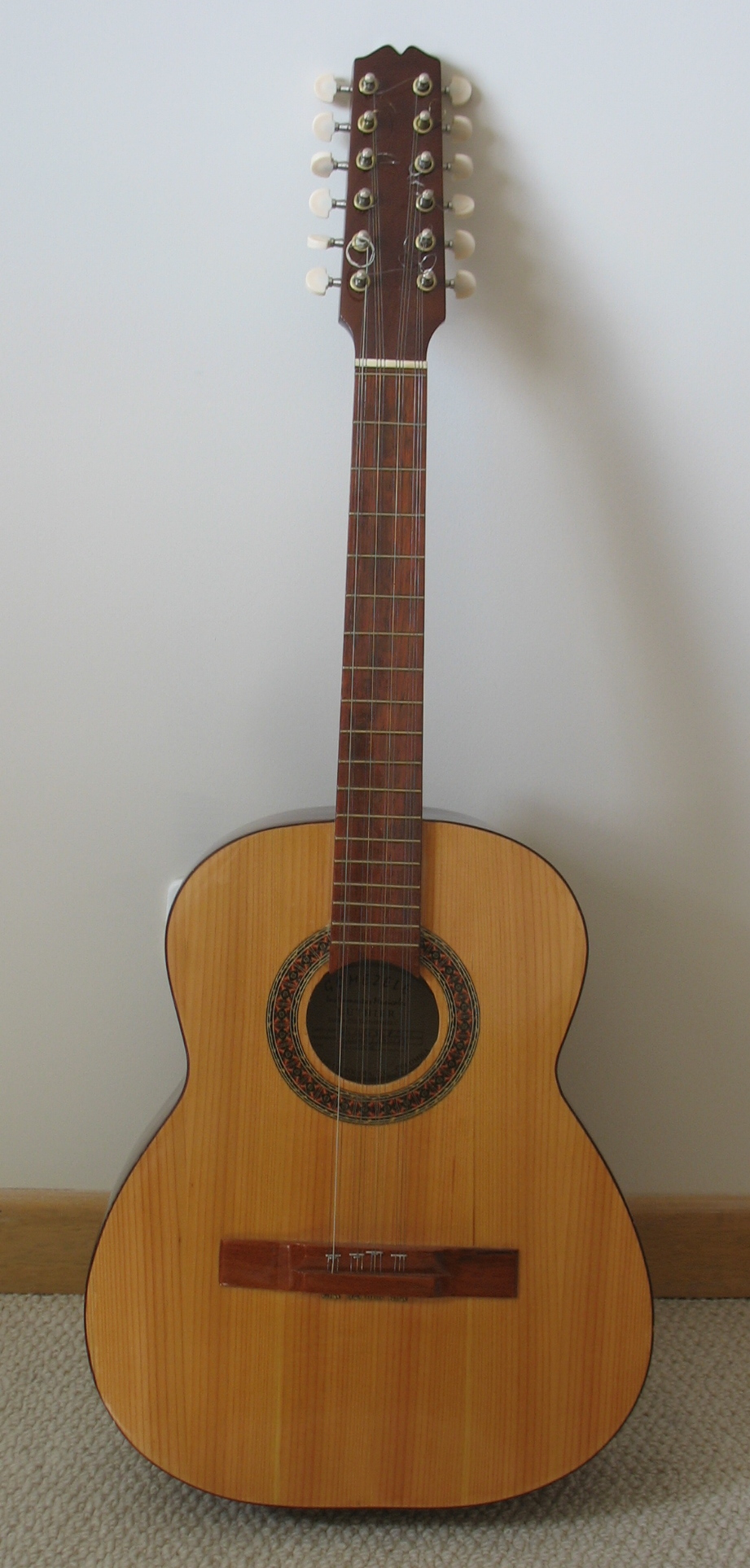
Tiple colombià.

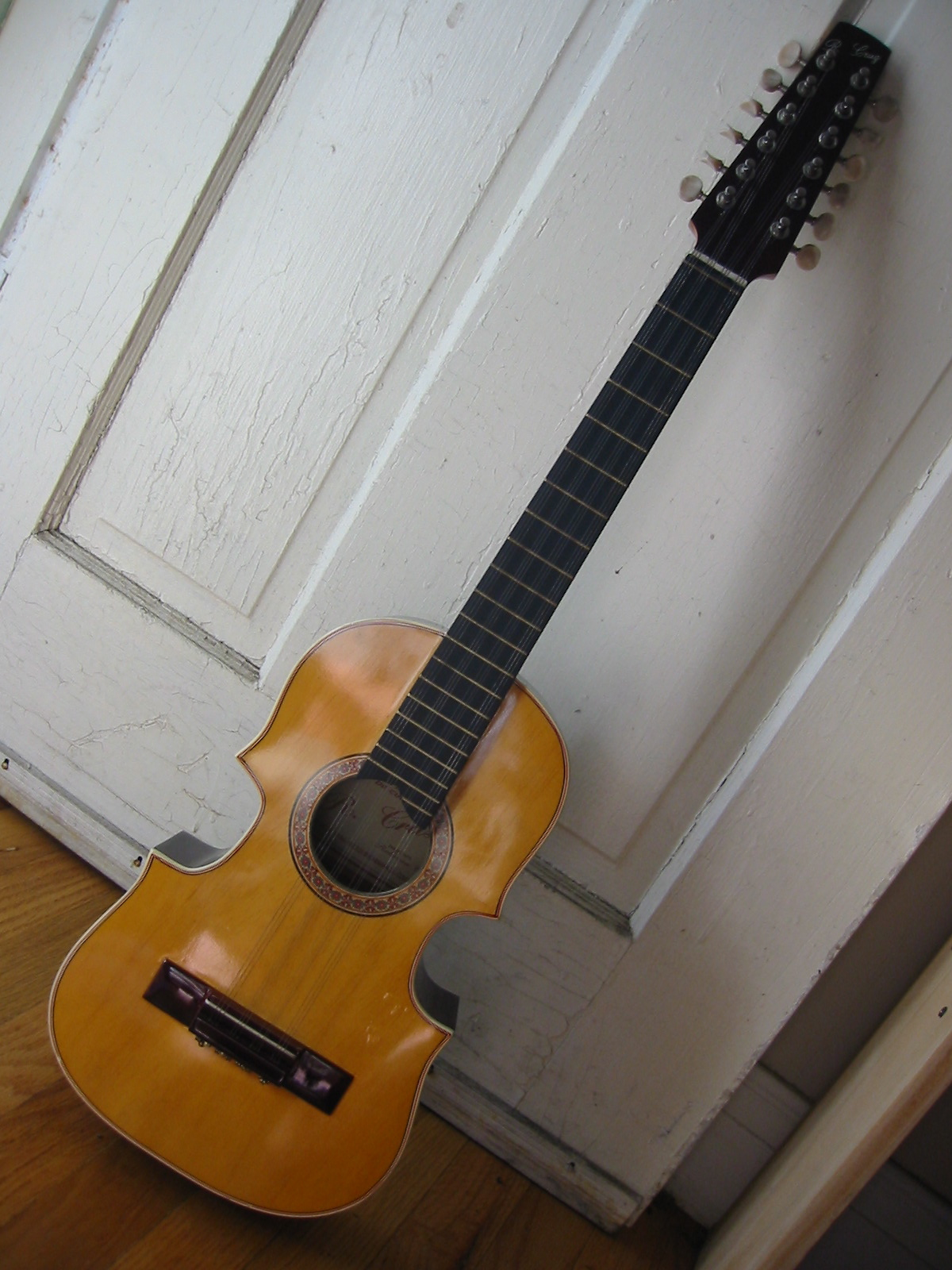
Tiple requinto colombià

El Tiple colombià Té 12 cordes d'acer per excel·lència, en quatre cursos.
El tiple es considera l'instrument nacional de Colòmbia. S'utilitza en l'acompanyament de ritmes típics de l'interior del país com el bambuco i el pasillo. També s'usa com a acompanyant de la tradicional trova antioqueña (cant repentista o improvisat). De la mateixa manera, el tiple ha estat reconegut com a instrument musical solista: com melodista (a la manera com s'interpreta en l'altiplà cundiboyacenc, amb plectre o pua, requerint l'acompanyament d'altres instruments) i com a solista autònom que fa melodia i harmonia simultàniament.
El principal intèrpret que ha tingut aquest instrument en Colòmbia dins de la concepció melodista, va ser el ja mort mestre Francisco "Pacho" Benavides Caro, i també destacats intèrprets com els mestres Álvaro Dalmar, Pedro Nel Martínez, José Luis Martínez, Jairo Arenas, Henrry Mora, Ricardo Varela i Adrián Manrique. El mestre Gonzalo Hernández és reconegut com a precursor de la modalitat de solista de tiple autònom, comptant, també, aquesta forma solista amb importants intèrprets com els mestres Luis Enrique 'El Negro' Parra González, David Porta Zuluaga, Hernando Duc Bedoya, Gustavo Adolfo Renjifo Romero, Juan Pablo Hernández Gómez, Fabián Gallon Velásquez, Oriol Ramiro Car Saavedra, Enerith Núñez Pardo, Oscar Orlando Santafé, Javier Gómez Noriega i Paulo Andrés Olarte.

### Esdeveniments voltant del tiple
Hi ha molts esdeveniments de música Colombiana on els diferents ritmes musicals són interpretats amb el Tiple. A Sant Sebastià de Marieta, al nord del Departament del Tolima, es va realitzar el 1973 la primera convocatòria a un esdeveniment per reunir els solistes de tiple del país, per la qual cosa se li reconeix com "La Bressol del Tiple solista a Colòmbia". Actualment, es du a terme cada any en aquesta població, a mitjans del mes d'agost, la Trobada Nacional de Solistes de Tiple "Negre Parra", en el marc del Festival Nacional de Música Mangostino d'Or A Envigado, Antioquia, es realitza anualment una trobada nacional on el Tiple és el convidat d'honor i molts intèrprets es fan presents per mostrar-lo a totes les seves manifestacions. I en Charalá Santander es realitza en el mes de novembre el 'Concurs Nacional de Tiple Pedro Nel Martínez', qui és considerat en l'actualitat el tiple d'or de Colòmbia.

## Criteris tècnics per a l'adequació d'una melodia al tiple solista

### La tessitura o registre prevalent
El tiple té un rang que va des del  re   4  (corresponent en el pentagrama al primer espai addicional baix de la primera línia en clau de sol) fins al  si   5  de la cinquena línia addicional superior, en termes de sons naturals i convencionalment establerts per l'instrument.
Aquesta extensió es pot distribuir metodològicament en tres seccions: registre baix, registre mitjà i registre alt. El registre mitjà és el més convenient per a l'adequació d'una melodia a la idiomàtica de l'instrument. És a dir, la melodia ha de ser disposada en la tonalitat on prevalgui majoritàriament el registre mitjà.
No obstant això, en el cas freqüent de trobar-nos amb obres que presenten una part en mode major i una altra en la manera relatiu menor, i no fos possible emmarcar la totalitat de la melodia en el registre mitjà, donada la seva ampli registre, tindrem llavors l'opció de treballar de les seves parts en el registre baix, és a dir en la vuitena inferior, la qual cosa ens permet utilitzar altres efectes de caràcter tímbric i harmònic.

#### Registre baix
Extensió compresa entre el  re   4  (situat en el primer espai addicional del pentagrama, sota de la primera línia en clau de sol), i el  re   5  (de la vuitena superior, corresponent a la quarta línia del pentagrama).

#### Registre medi
Extensió compresa entre el  si   4  (situat en la tercera línia del pentagrama en clau de sol) i el  mi   6  (de la tercera línia addicional del pentagrama).

#### Registre alt
Extensió compresa entre el  re   5 , ubicat a la quarta línia del pentagrama en clau de sol, i el  si   6  (en la cinquena línia addicional superior del pentagrama).

### La tímbrica
Per raons pròpies de la morfologia de l'instrument tiple, el so que es concep és més brillant en la mesura que l'obra sigui susceptible de ser adaptada a una tonalitat en la qual es trobi el major nombre de cordes polsades a l'aire, especialment quan vulgui que es tracti d'execucions en què el "rasgueo" (en català, el batut) (r) o guajeo i brisa (Br) es vulguin destacar, com a expressions característiques de l'execució de la mà dreta en el tiple.
Si bé és cert, que el "rasgueo" en si mateix constitueix una característica d'ordre essencial en el llenguatge del tiple, no és menys cert que la forma com es toca o es prem l'instrument en l'estricte sentit d'executar i interpretar una melodia amb acompanyament o sense, també es fa transcendent, no només per l'execució en si mateixa, sinó també per la interpretació a la qual dona lloc la forma i el gènere de l'obra que es pretén adequar.
En aquest ordre d'idees, les formes generalitzades de pulsació en el tiple es poden considerar així: el pinçat, el quasi-polsat i el polsatpròpiament dit. A la primera possibilitat, és a dir, el pinçat, el so que es desprèn de l'execució no es fa gaire prolongat, sinó lleuger i molt gràcil. En el quasi-polsat, el so es perllonga una mica més, ja que es polsa deixant de tocar la corda molt ràpid, per tal de "no privar" a la corda del suport de la seva expressió sonora, doncs sabem que si deixem de prémer la corda, aquesta emet so a conseqüència del moviment rebut en el moment de deixar de prémer. I finalment, el polsat pròpiament dit, el qual s'utilitza quan es desitja que el fragment musical a executar, sigui interpretat de manera lligada i amb una durada prolongada i/o expressiva de cada nota.

### Tonalitat
En el cas de les obres musicals que corresponguin en el seu dibuix melòdic a l'estructura de les escales majors o menors, les tonalitats que més s'adeqüen al paràmetre anteriorment assenyalat i en un ordre preferencial, són les següents:  sol ,  mi  menor,  sol  menor,  mi ,  re ,  re  menor,  do ,  la ,  la  menor, i  si  menor.
Ara bé, en l'esdeveniment d'utilitzar els altres modes antics (modes dòric, frigi, lidi, mixolidi i locri) és a dir, les maneres antics que no corresponen pròpiament a l'estructura de les escales majors i menors (mode jònic i eòlic) o altres escales, és convenient tenir en compte el mateix criteri esbossat anteriorment, quan s'estigui transportant la melodia, ja que les melodies concebudes en el to original de cada un dels modes, ens ofereixen una proporció adequada per a l'execució de melodies en corda solta i així també, en corda trepitjada.
sona molt bé 

### Harmònics
Els harmònics estan classificats en tres categories: harmònics naturals, harmònics octavados i harmònics zero. Al seu torn, aquests admeten una altra subdivisió, poden ser simples o compostos: aquells, els que s'executen sobre una sola nota, i aquests, els que s'executen sobre dues o més notes. Per al cas que ens ocupa, resulta molt apropiat trobar en una obra la possibilitat d'utilitzar els harmònics naturals, ja siguin simples o complexos, dins el discurs melòdic o harmònic d'aquesta, no obstant això, si cal usar els harmònics octavados, es compta també amb la possibilitat d'acompanyament del dit polze, el qual en aquesta circumstància pot contribuir amb el discurs harmònic de l'obra. D'altra banda, l'harmònic zero constitueix un recurs timbrito interessant, consistent en harmònics trets directament sobre la nota premuda sobre el diapasó.

### La transparència
Aquest és un efecte que per al cas del tiple, permet utilitzar la primera corda com a acompanyant, ja que la melodia es troba necessàriament en la segona corda i ocasionalment en la tercera. Aquesta condició es fa molt adequada quan s'utilitza el "rasgueo", ja que el conduir la línia melòdica en la segona i/o tercera corda (s) garanteix fer prevaler el volum d'aquesta, d'una banda, i d'una altra, si no es "rasgueo"s en aquest fragment musical, es compta llavors amb la possibilitat de realitzar un acompanyament enriquit amb la tímbrica de la corda a l'aire i la corda trepitjada en aquest registre.

### El trèmolo
És un dels efectes que més impressió causa quan s'executa amb precisió i rapidesa. La melodia ha de ser situada preferiblement en les cordes quarta i tercera, la qual cosa no és obstacle per no incloure-la en un moment donat en la segona. Això, per la qual cosa es fa necessari deixar a càrrec de la primera o segona corda l'acompanyament tremolo. En utilitzar aquest meravellós efecte i tenint en compte que el so és moviment, el trèmolo que suporta una de les cordes del grup de tres, propi dels ordres del tiple, es tradueix en una riquesa no només d'ordre tímbrica, sinó també de volum, l'instrument emet llavors un bell so que flameja en la seva versatilitat harmònica.

### El "rasgueo"
És l'ànima de la idiomàtica tiplística, i és precisament per això, per la qual cosa resulta convenient disposar la seva execució i interpretació en el moment indicat. No cal dir que, un cop determinat el punt climàtic de l'obra, és ben important puntualitzar en quins moments fa la seva aparició, perquè en el millor dels casos el resultat de l'espectre sonor que llança la seva execució, es pugui valorar no només com a llenguatge substantiu de l'instrument, sinó també com a efecte.